# Giphy
Giphy，一般寫成GIPHY，是美国的一個GIF搜索引擎，用戶可以在這裡通過輸入文字來搜尋對應的GIF。

## 历史

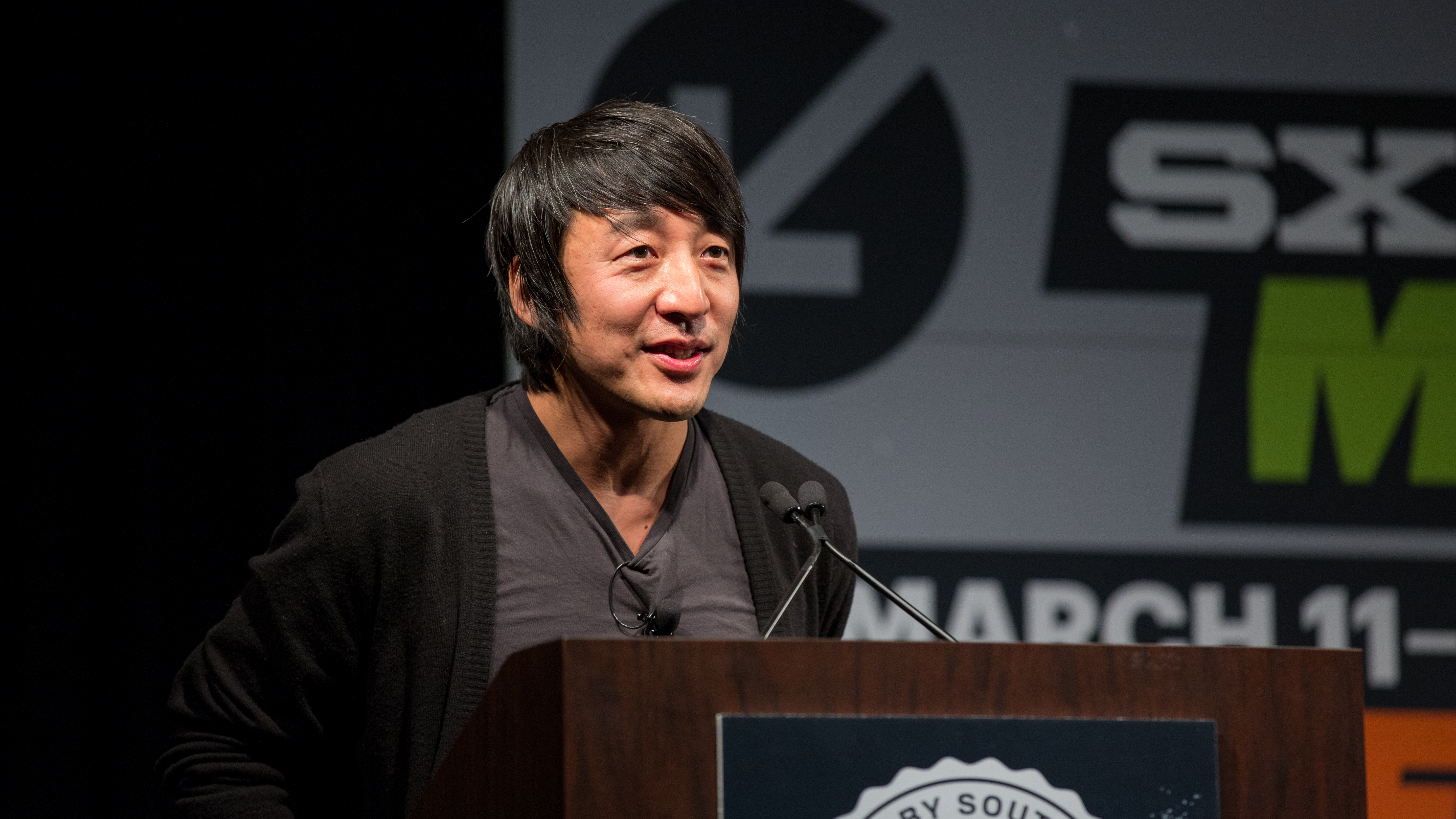
Giphy联合创始人Alex Chung在2016年的西南偏南上

Giphy由Alex Chung和Jace Cooke于2013年2月创立。Giphy在創建後第一周便吸引了约100万用户。截至2016年10月，Giphy每天有1亿活跃用户，每天產生超过10亿个GIF，每天有200万小时的GIF内容被觀看。
2020年5月，美國社交媒體公司Facebook公司（現爲Meta公司）宣布以4億美元收購GIPHY。2021年8月12日，英國競爭及市場管理局發表報告指這筆收購可能拒絕其他社交平台使用Giphy，並增加Facebook的市場影響力。9月8日，英國當局要求Facebook出售其持有的Giphy股份。Facebook質疑當局並沒有權力作出這項要求，並指Giphy與其他社交平台，如Twitter、Snapchat、TikTok的整合並沒有因收購案而改變。

## 更多閱讀
- Hess, Amanda. . New York Times. 29 December 2017  [26 June 2018]. （原始内容存档于2020-11-09）.